# Diócesis de Tracia
La diócesis de Tracia (en latín: Dioecesis Thraciae, en griego: Διοίκησις Θράκης) fue una diócesis del Bajo Imperio romano, incorporando las provincias de la zona oriental de la península balcánica, que comprende los territorios de las actuales Rumania, centro y oeste de Bulgaria, y las Tracias griega y turca. Su capital se ubicaba en Filipópolis (actual Plovdiv, en Bulgaria).
La diócesis fue creada durante las reformas administrativas de Diocleciano y Constantino el Grande, y tenía al frente a un vicarius dependiente de la prefectura del pretorio de Oriente. Como se indica en la Notitia Dignitatum de ca. 400, la diócesis incluía las provincias de Europa, Tracia, Hemimonto, Ródope, Mesia II y Escitia Menor.
En mayo de 535, con la Novellae 26, Justiniano suprimió la Diócesis de Tracia. Su vicarius conservó el rango de vir spectabilis y recibió el nuevo título de pretor Iustinianus, uniendo en sus manos la autoridad civil y militar sobre las provincias de la antigua diócesis, poniendo fin a la estricta separación de autoridades característica del sistema de Diocleciano. Un año más tarde, en mayo de 536, las dos provincias danubianas, Mesia Inferior y Escitia fueron escindidas de la diócesis para formar, junto con otras provincias, la quaestura exercitus.

## Lista deVicarii Thraciarum
- Elio Claudio Dulcidio (?-361)
- Capitolino (361-363)
- Andrónico (c. 366)
- Filoxeno c. 392)
- Salomón (?-582)